# Angerme
Le Angerme (アンジュルム?, Anjurumu), in precedenza note come S/mileage (スマイレージ?, Sumairēji), sono un gruppo musicale di idol giapponesi nato nel 2009.

## Storia

### 2009: formazione
Il 4 aprile 2009, Tsunku annunciò sul proprio blog che le ex-componenti del gruppo Shugo Chara Egg!, Ayaka Wada, Yuuka Maeda, Kanon Fukuda e Saki Ogawa avrebbero formato un nuovo gruppo di idol, avente Ayaka come leader. Un mese più tardi, il 7 maggio, rivelò che il nome del gruppo sarebbe stato "S/mileage", un mix tra le parole inglesi smile (sorriso), mileage (chilometraggio) ed age (età), e dovrebbe significare "l'età dei sorrisi".
Il loro primo singolo, Ama no Jaku, è stato pubblicato il 7 giugno 2009.

### 2010: debutto
Dopo aver realizzato tre singoli, Tsunku annunciò che le S/mileage sarebbero diventate un gruppo a tutti gli effetti nel maggio 2010, ma solo se fossero riuscite a raccogliere i sorrisi di 10.000 persone durante una "Smile Campaign" (笑顔キャンペーン? "Egao Campaign"). Il loro produttore chiese infatti ai fan di inviare un'immagine di se stessi mentre sorridevano. Se non fosse stato raggiunto il numero previsto, il debutto ufficiale del gruppo sarebbe stato rinviato o addirittura annullato, ma la quota fu raggiunta. Il loro primo singolo come gruppo ufficiale fu Yume Miru 15sai. Ad agosto fu realizzato il loro primo album, intitolato Warugaki 1.
Il 30 dicembre, le S/mileage ricevettero il Japan Record Award come Miglior nuovo artista, battendo, tra gli altri, le Girls' Generation.

### 2011: i ritiri e la nuova formazione
Nel 2011, in occasione del primo anniversario, Tsunku annunciò che si sarebbero svolte delle audizioni per l'acquisizione di un nuovo membro, aperte a studentesse delle scuole medie o superiori. Il 14 agosto furono annunciati i nomi delle ragazze che avevano superato i provini, entrando nelle S/mileage come sub-membri: Akari Takeuchi, Rina Katsuta, Kana Nakanishi, Fuyuka Kosuga e Meimi Tamura.
Il 24 agosto, fu annunciato il ritiro, previsto per il 27, di Saki Ogawa, che aveva deciso di lasciare il gruppo per proseguire gli studi, tornando ad essere una studentessa delle scuole medie. Il mondo del web, sia giapponese che internazionale, speculò a lungo sul reale motivo della sua rinuncia.
Fuyuka Kosuga fece parte del gruppo per meno di un mese: il 9 settembre, durante un controllo, le fu diagnosticata un'anemia e fu costretta a lasciare le S/mileage. Fu annunciato, però, che avrebbe comunque continuato a far parte dell'Hello! Project dopo la guarigione.
A partire dal 18 settembre, i sub-membri rimasti parteciparono a una Smile Campaign per diventare membri effettivi, cosa che accadde il 16 ottobre. Il 25 ottobre fu annunciato il ritiro di Yuuka Maeda, che aveva deciso di entrare all'università e che credeva ingiusto nei confronti dei fan continuare ad esibirsi sul palco pur essendo concentrata su altri obiettivi; uscì dal gruppo il 31 dicembre 2011.

## Formazione attuale
- Layla Ise (伊勢鈴蘭) Quarto Leader
- Rin Hashisako (橋迫鈴)
- Rin Kawana (川名凜)
- Shion Tamenaga (為永幸音) Sub-Leader
- Wakana Matsumoto (松本わかな)
- Yuki Hirayama (平山遊季)
- Yukiho Shimoitani (下井谷幸穂)
- Hana Goto (後藤花)
- Momoha Nagano (長野桃羽)

## Aggiunte nel corso degli anni

### Prima generazione (4 aprile 2009)
- Ayaka Wada (和田彩花): Debutta con "aMa no Jaku". Partecipa ad un totale di 32 singoli. Il suo ultimo singolo è "Koi wa Accha Accha / Yumemita Fifteen". Lascia il gruppo il 18 giugno 2019. Il suo colore è il rosso. Prima leader.
- Yuuka Maeda (前田憂佳): Debutta con "aMa no Jaku". Partecipa ad un totale di 12 singoli. Il suo ultimo singolo è "Please Miniskirt Postwoman!". Lascia il gruppo il 31 dicembre 2011. Il suo colore è il rosa chiaro.
- Kanon Fukuda (福田花音): Debutta con "aMa no Jaku". Partecipa ad un totale di 25 singoli. Il suo ultimo singolo è "Desugita Kui wa Utarenai / Dondengaeshi / Watashi". Lascia il gruppo il 29 novembre 2015. Il suo colore è il magenta.
- Saki Ogawa (小川紗季): Debutta con "aMa no Jaku". Partecipa ad un totale di 10 singoli. Il suo ultimo singolo è "Uchouten LOVE". Lascia il gruppo il 27 agosto 2011. Il suo colore è il verde mela.

### Seconda generazione (14 agosto 2011)
- Kana Nakanishi (中西香菜): Debutta con "Tachiagirl". Partecipa ad un totale di 23 singoli. Attualmente è nel gruppo. Il suo ultimo singolo è "Watashi wo Tsukuru no wa Watashi / Zenzen Okiagarenai SUNDAY". Lascia il gruppo il 10 dicembre 2019. Il suo colore è il rosa chiaro.
- Fuyuka Kosuga (小数賀芙由香): Debutta con "Tachiagirl". Partecipa ad un totale di 1 singolo. Il suo ultimo singolo è "Tachiagirl". Lascia il gruppo il 9 settembre 2011. Il suo colore è l'arancione.
- Akari Takeuchi (竹内朱莉): Debutta con "Tachiagirl". Partecipa ad un totale di 28 singoli. Il suo ultimo singolo è "Ai no Kedamono / Dousousei". Lascia il gruppo il 21 giugno 2023. Il suo colore è il blu. Seconda leader.
- Rina Katsuta (勝田里奈): Debutta con "Tachiagirl". Partecipa ad un totale di 23 singoli. Attualmente è nel gruppo. Il suo ultimo singolo è "Watashi wo Tsukuru no wa Watashi / Zenzen Okiagarenai SUNDAY". Lascia il gruppo il 25 settembre 2019. Il suo colore è l'arancione.
- Meimi Tamura (田村芽実): Debutta con "Tachiagirl". Partecipa ad un totale di 16 singoli. Il suo ultimo singolo è "Tsugitsugi Zokuzoku / Itoshima Distance / Koi Nara Tokku ni Hajimatteru". Lascia il gruppo il 30 maggio 2016. Il suo colore è il viola.

### Terza generazione (4 ottobre 2014)
- Mizuki Murota (室田瑞希): Debutta con "Taiki Bansei / Otome no Gyakushuu". Partecipa ad un totale di 11 singoli. Il suo ultimo singolo è "Watashi wo Tsukuru no wa Watashi / Zenzen Okiagarenai SUNDAY". Lascia il gruppo il 22 marzo 2020. Il suo colore è l'azzurro.
- Maho Aikawa (相川茉穂): Debutta con "Taiki Bansei / Otome no Gyakushuu". Partecipa ad un totale di 5 singoli. Il suo ultimo singolo è "Umaku Ienai / Ai no Tame Kyou Made Shinkashite Kita Ningen, Ai no Tame Subete Taikashite Kita Ningen / Wasurete Ageru". Lascia il gruppo il 31 dicembre 2017. Il suo colore è il verde.
- Rikako Sasaki (佐々木莉佳子): Debutta con "Taiki Bansei / Otome no Gyakushuu". Partecipa ad un totale di 18 singoli. Il suo ultimo singolo è "Bibitaru Ichigeki / Uwasa no Narushii / THANK YOU, HELLO GOOD BYE". Lascia il gruppo il 19 giugno 2024. Il suo colore è il giallo.

### Quarta generazione (11 novembre 2015)
- Moe Kamikokuryo (上國料萌衣): Debutta con "Tsugitsugi Zokuzoku / Itoshima Distance / Koi Nara Tokku ni Hajimatteru". Partecipa ad un totale di 17 singoli. Il suo ultimo singolo è "Android wa Yume wo Miru ka? / Hikari no Uta". Lascia il gruppo il 18 giugno 2025. Il suo colore è il verde acqua. Terzo leader.

### Quinta generazione (16 luglio 2016)
- Momona Kasahara (笠原桃奈): Debutta con "Umaku Ienai / Ai no Tame Kyou Made Shinkashite Kita Ningen, Ai no Tame Subete Taikashita Ningen / Wasurete Ageru". Partecipa ad un totale di 9 singoli. Il suo ultimo singolo è "Hakkiri Shiyou ze / Oyogenai Mermaid / Aisare Route A or B?". Lascia il gruppo il 15 novembre 2021. Il suo colore è il magenta.

### Sesta generazione (26 giugno 2017)
- Musubu Funaki (船木結): Debutta con "Manner Mode / Kisokutadashiku Utsukushiku / Kimi Dake ja nai sa...friends". Partecipa ad un totale di 6 singoli. Il suo ultimo singolo è "Kagiriaru Moment / Mirror Mirror". Lascia il gruppo il 9 dicembre 2020. Il suo colore è il verde mela.
- Ayano Kawamura (川村文乃): Debutta con "Manner Mode / Kisokutadashiku Utsukushiku / Kimi Dake ja nai sa...friends". Partecipa ad un totale di 12 singoli.  Il suo ultimo singolo è "First Love, Cool Period in the Spring / Easygoing, gonna be alright!!". Lascia il gruppo il 28 novembre 2024. Il suo colore è il viola chiaro.

### Settima generazione (23 novembre 2018)
- Haruka Ota (太田遥香): Debutta con "Koi wa Accha Accha / Yumemita Fifteen". Partecipa ad un totale di 2 singoli. Il suo ultimo singolo è "Watashi wo Tsukuru no wa Watashi / Zenzen Okiagarenai SUNDAY". Lascia il gruppo il 13 ottobre 2020. Il suo colore è il verde bosco.
- Layla Ise (伊勢鈴蘭): Debutta con "Koi wa Accha Accha / Yumemita Fifteen". Attualmente è nel gruppo. Il suo colore è l'arancione. Quarto leader.

### Ottava generazione (3 luglio 2019)
- Rin Hashisako (橋迫鈴): Debutta con "Watashi wo Tsukuru no wa Watashi / Zenzen Okiagarenai SUNDAY". Attualmente è nel gruppo. Il suo colore è il rosso puro.

### Nona generazione (2 novembre 2020)
- Rin Kawana (川名凜) Debutta con "Hakkiri Shiyou ze / Oyogenai Mermaid / Aisare Route A or B?". Attualmente è nel gruppo. Il suo colore è il verde.
- Shion Tamenaga (為永幸音) Debutta con "Hakkiri Shiyou ze / Oyogenai Mermaid / Aisare Route A or B?". Attualmente è nel gruppo. Il suo colore è il rosa.
- Wakana Matsumoto (松本わかな) Debutta con "Hakkiri Shiyou ze / Oyogenai Mermaid / Aisare Route A or B?". Attualmente è nel gruppo. Il suo colore è il bianco.

### Decima generazione (30 dicembre 2021)
- Yuki Hirayama (平山遊季): Debutta con "Ai・Mashou / Hade ni Yacchai na! / Aisubeki Beki Human Life". Attualmente è nel gruppo. Il suo colore è il verde mela.

### Undicesima generazione (23 maggio 2023)
- Yukiho Shimoitani (下井谷幸穂): Debutta con "RED LINE / Life is Beautiful!". Attualmente è nel gruppo. Il suo colore è il magenta.
- Hana Goto (後藤花): Debutta con "RED LINE / Life is Beautiful!". Attualmente è nel gruppo. Il suo colore è il blu marino.

### Dodicesima generazione (16 agosto 2025)
- Momoha Nagano (長野桃羽): Debutta con "?". Attualmente è nel gruppo. Il suo colore è il giallo.

## Discografia

### Singoli
- 2009 - Ama no Jaku
- 2009 - Asu wa Date na no ni, Ima Sugu Koe ga Kikitai
- 2009 - Suki-chan
- 2010 - Otona ni Narutte Muzukashii!!! (prima ending di Lil'Pri)
- 2010 - My School March(feat. Oha Girl Maple)
- 2010 - Yume Miru 15
- 2010 - ○○Ganbaranakutemo Eenende!!
- 2010 - Onaji Jikyū de Hataraku Tomodachi no Bijin Mama
- 2011 - Short Cut
- 2011 - Koi ni Booing Boo!
- 2011 - Uchōten Love
- 2011 - Makeruna Wasshoi! (feat. Bekimasu)
- 2011 - Tachiagirl
- 2011 - Busu ni Naranai Tetsugaku (feat. Hello! Project Mobekimasu)
- 2011 - Please Minisuka Post Woman!
- 2012 - Chotto Matte Kudasai!

### Download digitale
- 2010 – Yume Miru 15 PAX JAPONICA GROOVE REMIX
- 2010 – ○○Ganbaranakutemo Eenende!! (TopNude Remix Version 01)
- 2010 – Onaji Jikyū de Hataraku Tomodachi no Bijin Mama (Remix Type1)
- 2011 – Short Cut (Remix Ver.)
- 2011 – Uchōten Love (~rocketman mix~)

### Album in studio
- 2010 - Warugaki 1
- 2013 - 2 Smile Sensation

### Raccolte
- 2012 - S/mileage best album kanzenban 1

## Riconoscimenti
- 2010 - Japan Record Awards
  - Nuovo artista (Yume Miru 15)[13][14]
  - Miglior nuovo artista (Yume Miru 15)[4]